# Reggaeton
Reggaeton (pronunție în engleză [ˌrɛɡeɪˈtoʊn] sau pronunție în engleză [rɛgeɪˈtɒn], spaniolă reguetón pronunție în spaniolă [reɣeˈton]) este un gen muzical care își are rădăcinile în muzica latină și caraibeană. Sunetul său este derivat din Reggae en Español de Panama.A nu se confunda cu stilul jamaican de Reggae care este predecesorul și influența principală a acestuia.